# José Jaime Galeano
José Jaime Galeano (nascido em 22 de dezembro de 1945) é um ex-ciclista colombiano. Representou seu país, Colômbia, no ciclismo nos Jogos Olímpicos de Verão de 1968 e 1976.